# Mathieu Lewin
Mathieu Lewin (* 14. November 1977 in Senlis, Département Oise) ist ein französischer Mathematiker und mathematischer Physiker, der sich mit partiellen Differentialgleichungen, mathematischer Quantenfeldtheorie und Mathematik von quantenmechanischen Vielteilchensystemen beschäftigt.
Lewin studierte Mathematik an der École normale supérieure de Cachan. 2000 erwarb er seinen DEA-Abschluss und wurde 2004 an der Universität Paris IX (Dauphine-Paris) unter der Leitung von Éric Séré promoviert (Some nonlinear models in quantum mechanics). Von 2004 bis 2005 war er als Post-Doktorand an der Universität Kopenhagen bei Jan Philip Solovej. Ab 2005 forschte er für das Centre national de la recherche scientifique (CNRS) an der Universität Cergy-Pontoise bei Paris.
2012 erhielt er den EMS-Preis. In der Laudatio wurden seine grundlegende Arbeiten in der strengen mathematischen Behandlung der quantenmechanischen Vielteilchentheorie, Quantenchemie und relativistischen Quantenfeldtheorie und zugehörigen Mittleren-Feld-Näherungen hervorgehoben.
Zum Beispiel bewies er mit Enno Lenzmann die Existenz von Minimierenden für die Bogoljubow-Hartree-Fock-Gleichungen von gravitativ wechselwirkender relativistischer Neutronenmaterie in Neutronensternen und Weißen Zwergen.
2022 war er eingeladener Sprecher auf dem Internationalen Mathematikerkongress (Mean-field limits for quantum systems and nonlinear Gibbs measures).

## Schriften
- Mit Maria J. Esteban, Éric Séré: Variational methods in relativistic quantum mechanics, Bulletin AMS, Band 45, 2008, S. 535–593, Preprint